# Mileto (mitologia)
Mileto (in greco antico: Μίλητος?) è un personaggio della mitologia greca, fu il leggendario fondatore dell'omonima città lungo le coste egee dell'Anatolia.

## Mitologia
Secondo la mitologia, Mileto nacque nell'isola di Creta, figlio del dio Apollo e di una tale Areia, ragazza cretese la quale temendo l'ira del padre  nascose il neonato nel letto, ma che quando questi lo trovò lo accettò chiamandolo Mileto.
Un'altra fonte lo vuole sempre figlio del dio Apollo, ma questa volta concepito da Acacallide, conosciuta come la "donna criceto", figlia di Minosse, leggendario re minoico: secondo quest'altra leggenda, Acacallide temeva l'ira del padre, ma a soccorrerla fu lo stesso Apollo che mandò dal cielo alcune lupe per accudire il piccolo; una terza fonte lo vuole figlio di Eussantio (altro figlio del re Minosse e di una donna telchina); un'ultima fonte lo vuole infine come figlio di una tale Deione.
Il ragazzo era molto amato sia dal re Minosse sia da suo fratello Sarpedonte. I due allora decisero di far scegliere al piccolo con chi voler andare a vivere e il piccolo scelse Sarpedonte.

Minosse per ripicca, esiliò Sarpedonte e Mileto dall'isola di Creta (questa è una delle tre cause secondo la narrazione mitica per le quali Sarpedonte fu cacciato da Creta) e così sotto il consiglio di Sarpedonte, Mileto ormai cresciuto si trasferì dapprima a Samo e poi nella regione della Caria dove fondò poi la polis di Mileto, che proprio da lui prende il nome. Il mito descrive inoltre che l'eroe, prima della fondazione del centro, uccise il gigante Asterio, figlio di Anatto e dopo quest'evento la regione della città di Mileto, originariamente conosciuta come "Anattoria", cambiò denominazione in Caria.
Sposò Ciane ed ebbe due figli: un maschio, chiamato Cauno e una femmina chiamata Biblide, che secondo la leggenda intrattenne rapporti incestuosi con lui.
Secondo Antonino Liberale il nome della moglie era Idotea.
Secondo Nonno di Panopoli Mileto e i suoi figli furono invece suoi fratelli a loro volta figli di Asterio.